# Нище
Нище (укр. Нище) — село в Зборовской городской общине Тернопольского района Тернопольской области Украины.
Код КОАТУУ — 6122681304. Население по переписи 2001 года составляло 202 человека.
До 2020 года входило в Зборовский район.

## Географическое положение
Село Нище находится у истоков реки Серет Правый,
ниже по течению на расстоянии в 2 км расположено село Перепельники.

## История
- 1728 год — дата основания.

## Объекты социальной сферы
- Клуб.
- Фельдшерско-акушерский пункт.

## Известные уроженцы
- Стахив, Матвей Николаевич (1895—1978) — украинский правовед и общественный деятель.